# Laissez tirer les tireurs
Pour plus de détails, voir Fiche technique et Distribution.
Laissez tirer les tireurs est un film franco-italien de Guy Lefranc, sorti en 1964.

## Synopsis
Un prototype ultra-secret est volé dans une base américaine. L'auteur du vol, Andersen, est assassiné. L'enquête est menée par Jeff Gordon qui découvre dans les papiers d'Andersen la photo d'une femme identifiée comme étant une certaine Corinne Martin. Jeff Gordon échappe à un attentat en sortant de chez Martin et revoit Corinne qui nie avoir participé au vol. Son mari, à la solde d'espions étrangers, est en possession du "répulseur". Après maintes bagarres, Jeff Gordon arrête Martin et ses acolytes. Le prototype retrouve sa base.

## Fiche technique
- Titre : Laissez tirer les tireurs
- Réalisation : Guy Lefranc, assisté de Marc Monnet, Philippe Attal
- Scénario : Michel Lebrun
- Adaptation : Michel Lebrun, Georges Roitfeld
- Dialogue : Gilles Morris-Dumoulin
- Photographie : Henri Persin
- Opérateur : René Persin
- Son : Raymond Gauguier - Enregistrement : Optiphone
- Décors : Louis Le Barbenchon
- Montage : Monique Kirsanoff, assisté de Chantal Delattre
- Musique : Georges Delerue (éditions Seventh Art Music)
- Administrateur : Jean Hebert
- Bagarres réglées par Claude Carliez
- Les robes de D. Dayle ont été exécutées par Pierre Balmain
- Régisseur général : Robert Porte
- Régisseur extérieur : Pierre Lefait
- Script-girl : Sylvie Carré
- Maquillage : Gisèle Jacquin
- Directeur de production : Jean Mottet
- Société de production : Les Productions Jacques Roitfeld (Paris), Fida Cinématografica (Rome)
- Distribution : La Compagnie Commerciale Française Cinématographique
- Tirage : Laboratoires Franay L.T.C Saint-Cloud
- Pays :  France -  Italie
- Pellicule 35 mm, noir et blanc
- Genre : Action, comédie et espionnage
- Durée : 90 minutes
- Date de sortie : 
  - France - 21 août 1964
- Visa d'exploitation : 28052
- Affiche : Jean Mascii (France)

## Distribution
- Eddie Constantine : Jeff Gordon, l'agent du FBI
- Daphné Dayle : Elisabeth Harrison
- Maria-Grazia Spina : Corinne Martin, la femme de Philippe
- Guy Tréjan : Philippe Martin
- Patricia Viterbo : Patricia Pascaud
- Colette Teissèdre : Sonia
- Jean-Jacques Steen : Pascaud
- Hubert de Lapparent : Jean Brunel
- Henri Lambert : Marco
- Gérard Darrieu : Raoul
- Raymond Jourdan : Mr Balbeck
- Christian Brocard : Léon, l'employé du garage
- Henri Guégan : Un tueur
- Nino Ferrari/Nino Ferrer : Andersen
- Pierre Lecomte : Le professeur Harding
- Jean Tielment : L'agent étranger
- Jean Valmence : Un journaliste
- Robert Rollis : Le scout auto-stoppeur
- Eric Wasberg : Le garde chasse de Mr Martin
- Jacky Blanchot : L'autre garde chasse
- Jean-Paul Dréan
- Jean-Marc Allègre
- Willy Braque
- Monique Morisi
- Gabriel Cattand : Le colonel